# Juarros de Voltoya
Pour les articles homonymes, voir Juarros et Voltoya (homonymie).
Juarros de Voltoya est une commune de la province de Ségovie dans la communauté autonome de Castille-et-León en Espagne.

## Géographie

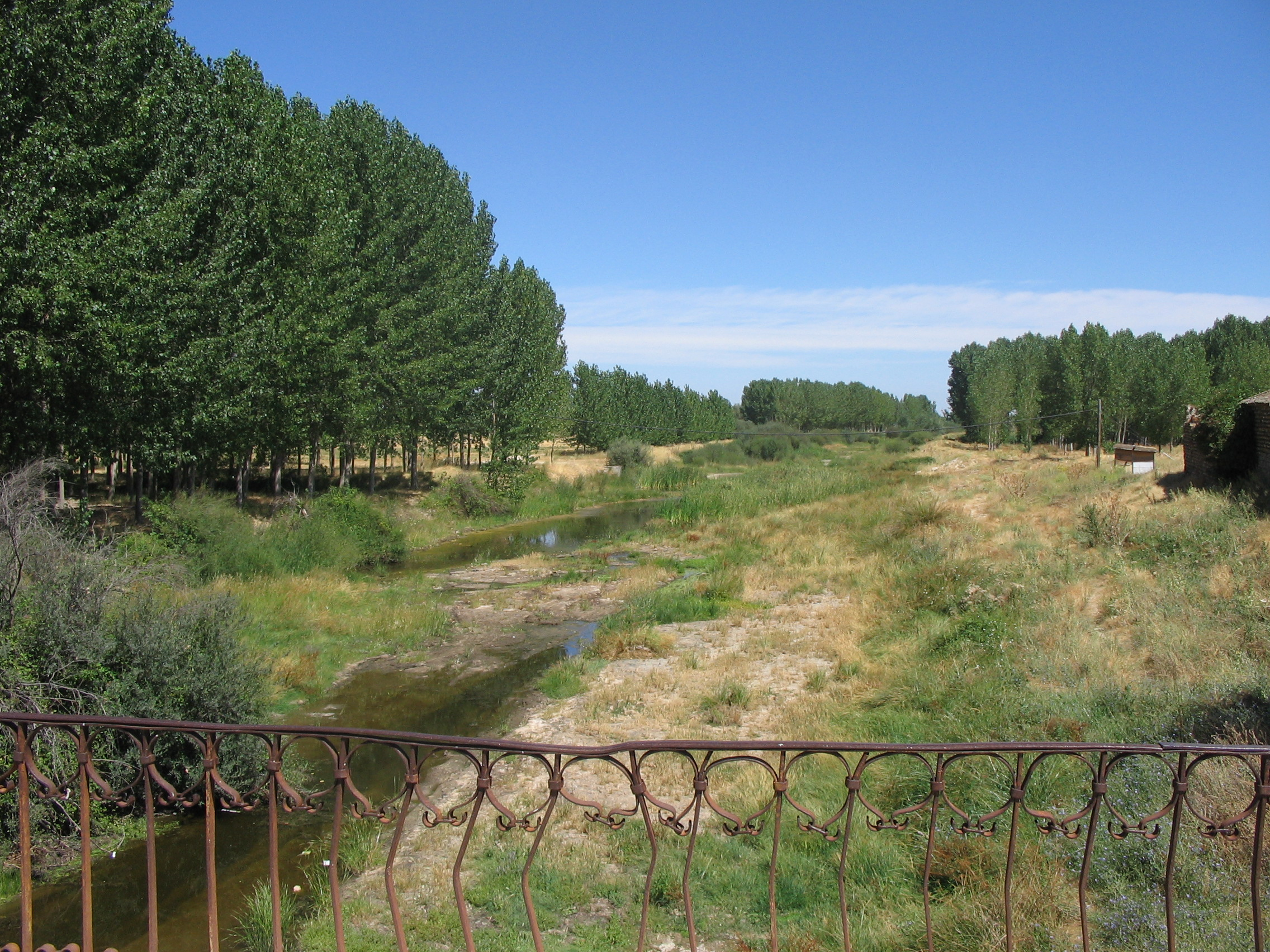
La rivière Voltoya à Juarros de Voltoya